# Chrysodium fraxinifolium
Chrysodium fraxinifolium là một loài thực vật có mạch trong họ Pteridaceae. Loài này được (R. Br.) Fée mô tả khoa học đầu tiên năm 1845.